# ای‌اس‌ام-۱۳۵ ای‌ست
ای‌س‌ام-۱۳۵ ایست (به انگلیسی: ASM-135 ASAT) نوعی موشک ضد ماهوارهٔ چند مرحله‌ای و هواپرتاب است. این موشک توسط کمپانی آمریکایی لینگ-تمکو-ووت - که اکنون وجود ندارد - و صرفاً برای استفاده هواپیمای جنگنده مک‌دانل داگلاس اف-۱۵ ایگل طراحی شد و برای منهدم ساختن ماهواره‌ها در فضا کاربرد دارد.